# Goa-eup
Goa-eup (koreanska: 고아읍)  är en köping i kommunen Gumi i provinsen Norra Gyeongsang i den centrala delen av Sydkorea, 195 km sydost om huvudstaden Seoul.